# Garant (varumärke)

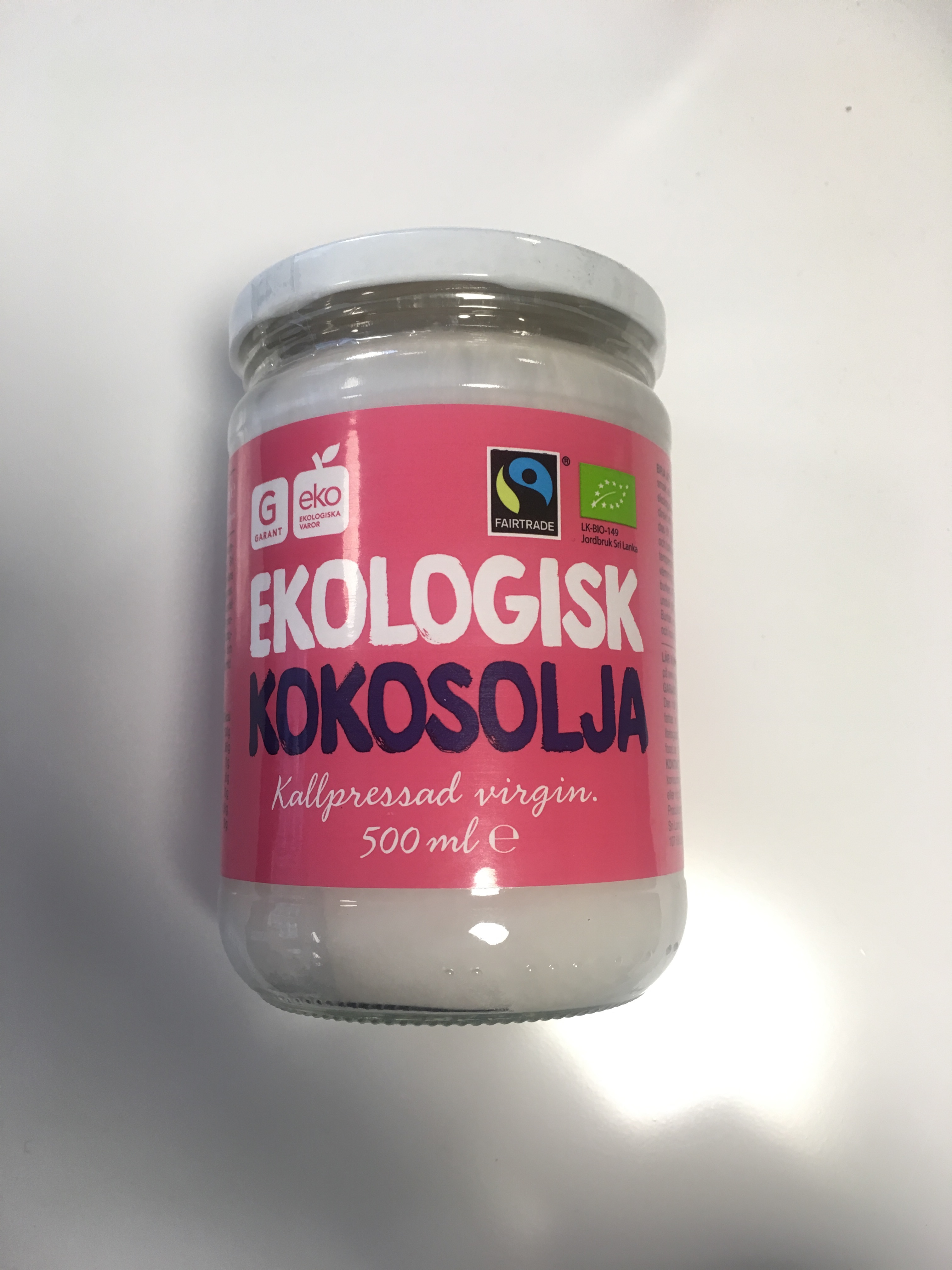
Kokosolja från varumärket Garant.

Garant är ett varumärke tillhörande Axfood AB, som är ett av Nordens största börsnoterade bolag inom dagligvaruhandeln.
Garant är ett koncerngemensamt varumärke inom Axfood som lanserades 2009 och säljs i alla Axfoods butikskedjor. 
Axfoods ekologiska sortiment lanserades 2008. Sortimentet rymmer idag drygt 1400 produkter.